# Korpinen (sjö i Pudasjärvi, Norra Österbotten, Finland)
Korpinen eller Korpisenjärvi är en sjö i Finland. Den ligger i kommunen Pudasjärvi i landskapet Norra Österbotten, i den centrala delen av landet, 600 km norr om huvudstaden Helsingfors. Korpinen ligger 129,4 meter över havet. Arean är 2,67 kvadratkilometer och strandlinjen är 16,95 kilometer lång. Sjön  ingår i Ijo älvs huvudavrinningsområde.   
I övrigt finns följande i Korpinen:
- Isosaari (en ö)
- Honkasaari (en ö)
- Haltiasaari (en ö)
- Kuusisaari (en ö)
- Kilpasaari (en ö)
- Suusaari (en ö)
- Nurmisaari (en ö)
- Ahonen (en ö)
- Lehtosaari (en ö)
- Hattarainen (en ö)
- Oravaisensaari (en ö)
- Peltoniemi (en ö)